# Walther Funk
Walther Immanuel Funk (Königsberg, 18 agosto 1890 – Düsseldorf, 31 maggio 1960) è stato un politico tedesco, condannato all'ergastolo durante il Processo di Norimberga.
Funk fu Ministro per gli affari economici della Germania nazista dal 1937 al 1945.

## Biografia
Funk nacque a Königsberg, l'odierna Kaliningrad, nel 1890 da Walther Funk, commerciante, e sua moglie Sophie Urbschat. Studiò giurisprudenza, economia e filosofia presso l'Università di Berlino e l'Università di Lipsia. Nella prima guerra mondiale entrò a far parte della fanteria, ma venne dichiarato non idoneo al servizio nel 1916 . Nel 1919 Funk sposò Luise Schmidt-Sieben in un matrimonio chiacchierato data la evidente omosessualità dello sposo . Dopo la guerra lavorò come giornalista e nel 1922 divenne l'editore del giornale finanziario di centrodestra Berliner Börsenzeitung.

## Vita politica
Funk era un nazionalista ed anti-marxista. Nell'estate del 1931 diede le dimissioni dal giornale ed entrò a far parte del Partito nazista, diventando un uomo vicino a Gregor Strasser, che organizzò il suo primo incontro con Adolf Hitler. Per la sua esperienza in politica economica, venne eletto deputato del Reichstag nel luglio 1932, ed all'interno del partito divenne presidente della commissione per la politica economica nel dicembre 1932. Dopo la salita al potere del Partito Nazista, si dimise da deputato e divenne capo ufficio stampa del Partito.

## La carriera nel Terzo Reich
Nel marzo 1933, Funk venne nominato Segretario di Stato presso il Ministero della Propaganda. 
Nel 1936 teorizza il ruolo della Germania e della sua economia nel contesto europeo ("piano Funk").
Nel 1938, assunse l'incarico di plenipotenziario per l'Economia (Wirtschaftsbeauftragter). Diventò ministro dell'Economia, nel febbraio dello stesso anno, in sostituzione di Hjalmar Schacht. Schacht era stato allontanato in seguito a una lotta di potere con Hermann Göring, che voleva un ministro dell'economia più fedele ai suoi piani militari. Nel gennaio 1939 divenne anche governatore della Reichsbank, sempre in sostituzione di Schacht. Venne anche nominato nel consiglio di amministrazione centrale di pianificazione, nel settembre 1943.

## Processo di Norimberga
Funk venne portato davanti alla corte di Norimberga ed accusato di cospirazione contro la pace, pianificazione di guerra di aggressione, crimini di guerra e crimini contro l'umanità. Durante la sua difesa, ha sostenuto di avere avuto poco potere all'interno del regime. Göring, descrisse Funk come "un insignificante subordinato", ma per le prove documentali e per la sua biografia Funk venne condannato all'ergastolo. Imprigionato nel carcere di Spandau insieme ad altri dirigenti nazisti, venne scarcerato nel 1957 per problemi di salute. Morì tre anni dopo e venne sepolto nel Cimitero di Stoffeln a Düsseldorf.